# Droit coutumier en Afrique du Sud
Le droit coutumier fait référence, en Afrique du Sud aux systèmes légaux non-codifiés développé et utilisé par les communautés indigènes d'Afrique du Sud. Le droit coutumier a été défini comme étant :

« un système établi de règles immémoriales […] issues de la façon de vivre et de la volonté naturelle du peuple, du contexte général de ce qui était un sujet de connaissance commune, couplé avec des précédents s'appliquant à des situations spéciales, qui étaient retenues dans les mémoires des chefs et de leurs conseillers, de leur fils et des fils de leurs fils jusqu'à ce qu'ils soient oubliés ou deviennent partie des règles immémoriales. »

— Bekker 1989, p. 11
.
Officiellement, selon les termes de la loi de reconnaissance des mariages coutumiers, « le « droit coutumier » désigne les coutumes et usages traditionnellement observés parmi les peuples africains indigènes d'Afrique du Sud et qui font partie de la culture de ces peuples ». Il n'existe pas de distinction claires entre la religion, la culture et le droit de ces peuples.

## Reconnaissance constitutionnelle du droit coutumier
Bien que certains considèrent que les colons ont « inventés » le droit coutumier comme moyen de gouverner les natifs en justifiant qu'ils rendaient hommage à leur culture et héritage, d'autres considéraient que le droit coutumier n'était pas une invention, mais qu'il faut « manipuler » afin de rendre compatible les pratiques des natifs aux idéaux occidentaux dans leur « mission civilisatrice ».

## Négociation et inclusion du droit coutumier dans la Constitution
La transition sud-africaine vers une démocratie constitutionnelle vint par un processus de négociations entre partis politiques. Par essence, il s'agissait d'un processus en deux étapes qui impliquait dans un premier temps l'écriture d'une constitution provisoire et son approbation par les partis dans le Processus de négociation multipartite. Cette constitution est entrée en vigueur le 27 avril 1994, coïncidant avec les premières élections démocratique sud-africaines. Deuxièmement, la nouvelle Assemblée nationale eut pour tâche de rédiger une Constitution finale, qui devait être conforme aux principes constitutionnels auparavant négociés entre les parties. Ces principes visaient à maintenir une certaine continuité entre les deux Constitutions.

## Sources

## Compléments